# Roquetas
Para el municipio de Almería, véase Roquetas de Mar.
Roquetas (oficialmente en catalán Roquetes) es un municipio de Cataluña, España, perteneciente a la provincia de Tarragona, en la comarca del Bajo Ebro (Tierras del Ebro).
Está formado por dos distritos o entidades de población: Roquetas y el rabal de Cristo.
El municipio costero almeriense de Roquetas de Mar antes simplemente Roquetas, cambió su nombre añadiendo el topónimo "de Mar" para no ser confundido con el municipio tarraconense.

## Geografía

### Clima
De acuerdo con la clasificación climática de Koppen, el clima de la ciudad de Roquetas es mediterráneo (Csa).
| Parámetros climáticos promedio de observatorio de Roquetas (50 m s. n. m. ) (periodo de referencia: 1991-2020, extremas: 1920-presente) | Parámetros climáticos promedio de observatorio de Roquetas (50 m s. n. m. ) (periodo de referencia: 1991-2020, extremas: 1920-presente) | Parámetros climáticos promedio de observatorio de Roquetas (50 m s. n. m. ) (periodo de referencia: 1991-2020, extremas: 1920-presente) | Parámetros climáticos promedio de observatorio de Roquetas (50 m s. n. m. ) (periodo de referencia: 1991-2020, extremas: 1920-presente) | Parámetros climáticos promedio de observatorio de Roquetas (50 m s. n. m. ) (periodo de referencia: 1991-2020, extremas: 1920-presente) | Parámetros climáticos promedio de observatorio de Roquetas (50 m s. n. m. ) (periodo de referencia: 1991-2020, extremas: 1920-presente) | Parámetros climáticos promedio de observatorio de Roquetas (50 m s. n. m. ) (periodo de referencia: 1991-2020, extremas: 1920-presente) | Parámetros climáticos promedio de observatorio de Roquetas (50 m s. n. m. ) (periodo de referencia: 1991-2020, extremas: 1920-presente) | Parámetros climáticos promedio de observatorio de Roquetas (50 m s. n. m. ) (periodo de referencia: 1991-2020, extremas: 1920-presente) | Parámetros climáticos promedio de observatorio de Roquetas (50 m s. n. m. ) (periodo de referencia: 1991-2020, extremas: 1920-presente) | Parámetros climáticos promedio de observatorio de Roquetas (50 m s. n. m. ) (periodo de referencia: 1991-2020, extremas: 1920-presente) | Parámetros climáticos promedio de observatorio de Roquetas (50 m s. n. m. ) (periodo de referencia: 1991-2020, extremas: 1920-presente) | Parámetros climáticos promedio de observatorio de Roquetas (50 m s. n. m. ) (periodo de referencia: 1991-2020, extremas: 1920-presente) | Parámetros climáticos promedio de observatorio de Roquetas (50 m s. n. m. ) (periodo de referencia: 1991-2020, extremas: 1920-presente) |
| Mes | Ene. | Feb. | Mar. | Abr. | May. | Jun. | Jul. | Ago. | Sep. | Oct. | Nov. | Dic. | Anual |
| --- | --- | --- | --- | --- | --- | --- | --- | --- | --- | --- | --- | --- | --- |
| Temp. máx. abs. (°C) | 28.1 | 27.2 | 32.5 | 33.9 | 36.1 | 42.4 | 43.0 | 43.9 | 41.4 | 34.5 | 28.3 | 25.6 | 43.9 |
| Temp. máx. media (°C) | 15.0 | 16.7 | 19.8 | 22.2 | 25.8 | 30.1 | 32.8 | 33.1 | 29.2 | 24.5 | 18.7 | 15.2 | 23.6 |
| Temp. media (°C) | 10.4 | 11.4 | 14.0 | 16.3 | 19.8 | 24.0 | 26.7 | 27.0 | 23.4 | 19.2 | 14.1 | 10.8 | 18.1 |
| Temp. mín. media (°C) | 5.8 | 6.1 | 8.2 | 10.3 | 13.8 | 17.8 | 20.6 | 20.9 | 17.6 | 13.8 | 9.4 | 6.4 | 12.6 |
| Temp. mín. abs. (°C) | -5.0 | -6.4 | -2.5 | 0.1 | 3.8 | 9.2 | 12.4 | 12.4 | 9.1 | 3.6 | -2.0 | -3.8 | -6.4 |
| Precipitación total (mm) | 38 | 24 | 42 | 51 | 55 | 25 | 18 | 28 | 59 | 69 | 65 | 38 | 510 |
| Días de precipitaciones (≥ 1 mm) | 4.1 | 3.2 | 4.2 | 5.6 | 5.4 | 3.1 | 2.1 | 3.0 | 4.7 | 5.0 | 4.5 | 4.0 | 48.8 |
| Días de nevadas (≥ 0.01 mm) | 0.2 | 0.2 | 0.0 | 0.0 | 0.0 | 0.0 | 0.0 | 0.0 | 0.0 | 0.0 | 0.0 | 0.1 | 0.5 |
| Horas de sol | 170 | 181 | 214 | 240 | 270 | 303 | 335 | 291 | 231 | 202 | 168 | 158 | 2776 |
| Humedad relativa (%) | 65 | 62 | 60 | 59 | 59 | 56 | 56 | 59 | 63 | 67 | 66 | 68 | 62 |
| Fuente n.º 1: Agencia Estatal de Meteorología                                                                                           | | | | | | | | | | | | | |
| Fuente n.º 2: Agencia Estatal de Meteorología (extremos)                                                                                | | | | | | | | | | | | | |

## Historia
Su origen está en una antigua alquería islámica. En 1603 aparece documentado como Roquetes de n'Ortís.
Durante la Guerra de la Independencia española sirvió como cuartel general de las tropas francesas que planearon desde ahí el asalto de Tortosa. En 1850 la localidad se segrega de la vecina ciudad de Tortosa de cuyas puertas les separa un solo kilómetro.
Actualmente ambas localidades constituyen una conurbación.

## Demografía
Cuenta con una población de 8369 habitantes (INE 2024).
| Gráfica de evolución demográfica de Roquetas entre 1857 y 2021 |
| |
| Población de derecho según los censos de población del INE Población de hecho según los censos de población del INEEn estos censos se denominaba Roquetas: 1860, 1877, 1887, 1897, 1900, 1910, 1920, 1930, 1940, 1950, 1960, 1970 y 1981 En 1857 aparece este municipio porque se segrega del municipio 43155 (Tortosa) |

### Población por núcleos
| Núcleos         | Habitantes (2010) | Varones | Mujeres |
| --------------- | ----------------- | ------- | ------- |
| Roquetas        | 6350              | 3322    | 3028    |
| Raval de Cristo | 1881              | 1023    | 858     |

### Economía
La principal actividad económica es la agricultura, destacando los cultivos de secano como los olivos, algarrobos y almendros. También existen algunas plantaciones de arroz.
La población cuenta con polígonos industriales, de titularidad privada y municipal, que han fomentado la instalación de industrias en Roquetas.

## Cultura
La iglesia parroquial está dedicada a san Antonio de Padua. Fue construida en 1836 y tiene anexo un campanario de planta cuadrada.
En 1904, los jesuitas fundaron el Observatorio del Ebro (Observatori de l'Ebre) dedicado a estudiar las relaciones existentes entre la actividad del Sol y los fenómenos geofísicos.
Roquetas celebra su fiesta mayor en la primera semana del mes de julio, festividad de san Gregorio, patrón de la ciudad.

### Deportes
Cuenta con numerosas actividades deportivas, destacando el Club de Volei Roquetes, el Club Deportiu Roquetenc y el Club Fútbol Sala Roquetes.